# Klíčovské sady
Klíčovské sady ve Vysočanech v Praze se rozkládají v údolní nivě Klíčovského potoka, při silnicích Ke Klíčovu a Nad Klíčovem vedoucích na Prosek a Kbely, poblíž zaniklé usedlosti Klíčov. Patří mezi veřejné ovocné sady v majetku Hlavního města Prahy.

## Historie
Sady byly vysazeny v místech staré vinice, která se zde rozkládala až do roku 1916. Postupně zarůstající vysokokmenné sady byly obnoveny na přelomu 50. a 60. let 20. století a zabíraly více než 40 hektarů. Od konce 80. let 20. století opět nedostatkem péče zarůstaly křovinami a lesem.
V roce 2005 se začalo pracovat na obnově území o velikosti 5,5 hektarů. Péče probíhá po celý rok, od kosení přes pravidelné řezy stromů až po výsadbu nových stromů starých odrůd. Složení je různorodé, ve vlhčí části rostou hrušně a jabloně (23 odrůd), v sušší byly vysazeny meruňky, slivoně a třešně. Obnova zahrnuje také budování tůní napájených z Klíčovského potoka s ohledem na ekologický význam sadu a ochranu místní fauny i flóry.
Sad je využíván k ekologickým vzdělávacím programům a jejich součástí je sušárna na ovoce a dřevěná odpočinková mola. Každoročně se zde konají „Ovocné slavnosti”.

## Parametry
- Celková rozloha: 6,50 ha
- Počet stromů: neurčeno
- Odrůdy: více odrůd
- Ovoce k natrhání: ano[2]